# Ekkehard Schall

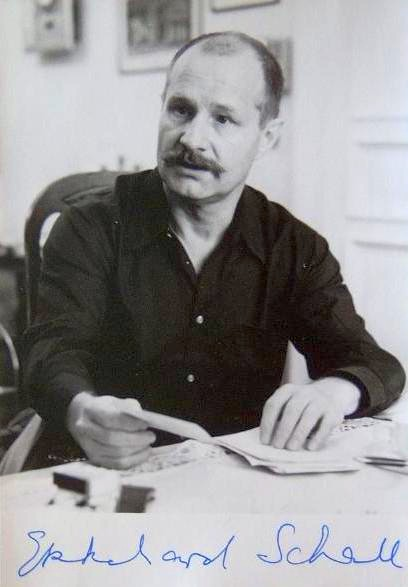
Autogrammkarte von Ekkehard Schall, 1989.

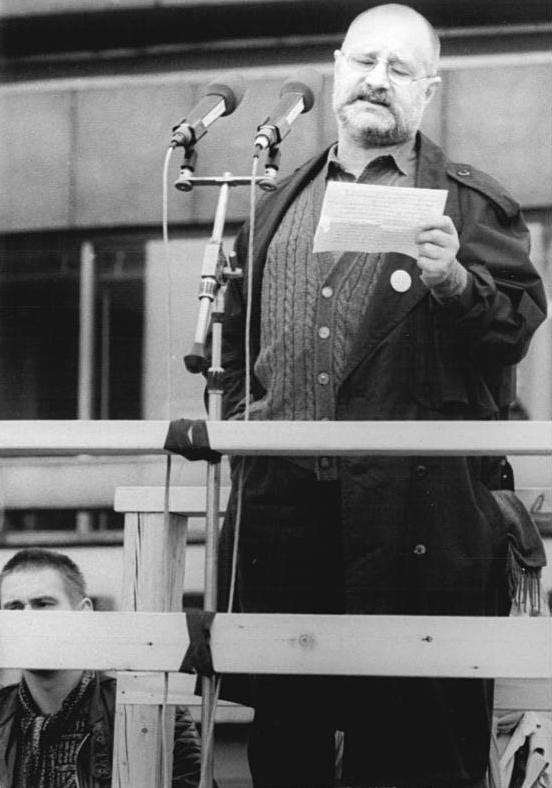
Ekkehard Schall Demonstrationsrede (November 1989)

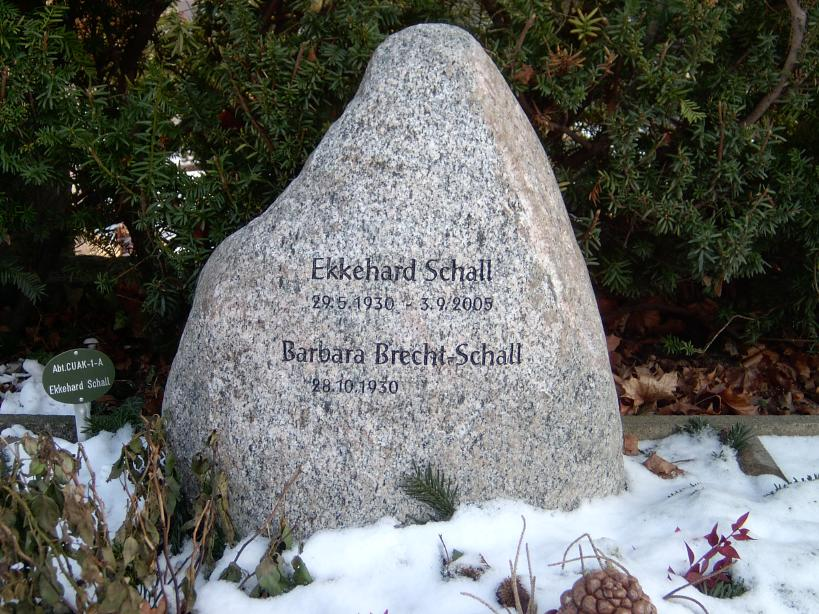
Grab von Ekkehard Schall auf dem Dorotheenstädtischen Friedhof in Berlin.

Ekkehard Schall (* 29. Mai 1930 in Magdeburg; † 3. September 2005 in Berlin) war ein deutscher Bühnen- und Filmschauspieler sowie Regisseur. Schall galt als einer der profiliertesten Brechtdarsteller deutscher Sprache und neben Helene Weigel als eines der prägendsten Mitglieder des Berliner Ensembles.

## Leben
Schall nahm schon während seiner Schulzeit Schauspielunterricht und stand 1947 in Magdeburg zum ersten Mal auf der Bühne. Nach Engagements am Kleist-Theater Frankfurt (Oder) und an der Neuen Bühne in Berlin holte ihn Bertolt Brecht 1952 an das Berliner Ensemble. Diesem Theater gehörte Schall bis 1995 an, 14 Jahre lang war er dessen stellvertretender Intendant.
Insgesamt verkörperte Schall am Berliner Ensemble mehr als 60 Rollen. Zu den bekanntesten zählt die des Arturo Ui in Brechts Der aufhaltsame Aufstieg des Arturo Ui, in der er mehr als 500 Mal auf der Bühne stand. Besonderer Beliebtheit erfreuten sich auch seine Rezitationsabende, auf denen er ebenfalls Texte von Brecht gestaltete.
Schall wurde 1959 mit dem Kunstpreis der DDR und 1962 sowie 1979 mit dem Nationalpreis der DDR I. Klasse für Kunst und Literatur ausgezeichnet. 1973 wurde ihm der Vaterländische Verdienstorden in Silber verliehen. 1985 erhielt er in New York den renommierten Obie Award für seinen Bertolt-Brecht-Abend „An Evening with Ekkehard Schall“, eine Off-Broadway-Theaterproduktion.
Nach der Wende zog sich Ekkehard Schall immer stärker vom Berliner Ensemble zurück. Eigenen Worten zufolge lehnte er es ab, durch „ignorante Jüngere als ‚Zitat‘ der proletarischen Heldenzeit“ eingesetzt zu werden. Daraufhin begann er auf dem Anwesen Brechts in Buckow viel beachtete Gedichte zu schreiben, die auch von der Literaturkritik geschätzt wurden.
Er war seit 1961 mit der Brecht-Tochter Barbara Brecht-Schall verheiratet und ist der Vater der Schauspielerin Johanna Schall und der Kostümbildnerin Jenny Schall.

## Darstellung Schalls in der bildenden Kunst
- Heinz Zander: Ekkehard Schall als Coriolan (Öl auf Holz, 153,5 × 125 cm, 1965; Nationalgalerie Berlin)[3]

## Bühnenrollen (Auswahl)
- Ui in Der aufhaltsame Aufstieg des Arturo Ui von Bertolt Brecht
- Galilei in Leben des Galilei (Brecht)
- Coriolan (Shakespeare, Brecht)
- Azdak in Der kaukasische Kreidekreis (Brecht)
- Galloudec in Der Auftrag von Heiner Müller
- Gau Dsu in Großer Frieden von Volker Braun

## Filmografie
- 1957: Berlin – Ecke Schönhauser…
- 1957: Katzgraben (Theateraufzeichnung)
- 1957: Schlösser und Katen – Regie Kurt Maetzig
- 1957: Mutter Courage und ihre Kinder (Theateraufzeichnung)
- 1958: Die Geschichte vom armen Hassan
- 1958: Das Lied der Matrosen
- 1959: Maibowle
- 1960: Trübe Wasser
- 1961: Mutter Courage und ihre Kinder (Theateraufzeichnung)
- 1961: Der Traum des Hauptmann Loy – Regie Kurt Maetzig
- 1962: Josef und alle seine Brüder (Fernsehfilm)
- 1962: Fetzers Flucht (TV-Oper) – Regie Günter Stahnke
- 1965: Wolf unter Wölfen (TV)
- 1966: Ende der Anfrage (TV)
- 1966: Die Tage der Commune (Theateraufzeichnung)
- 1966: Die Ermittlung (Theateraufzeichnung)
- 1968–1970: Ich – Axel Cäsar Springer (TV)
- 1969: Der Engel im Visier (TV)
- 1970: Im Spannungsfeld
- 1970: Aus unserer Zeit (Episode 1)
- 1972: Trotz alledem!
- 1974: Der aufhaltsame Aufstieg des Arturo Ui (Theateraufzeichnung)
- 1976: Im Staub der Sterne – Regie Gottfried Kolditz
- 1979: Die Rache des Kapitäns Mitchell (TV)
- 1981: Furcht und Elend des Dritten Reiches (TV)
- 1983: Wagner – Das Leben und Werk Richard Wagners
- 1985: Die unwürdige Greisin (Fernsehfilm)
- 1987: Der Freischütz in Berlin (Fernsehfilm)
- 1989: Großer Frieden (Theateraufzeichnung)
- 1993: Dämmerung

## Hörspiele
- 1953: Bertolt Brecht Die Gewehre der Frau Carrar (Jüngerer Sohn) – Regie: Egon Monk (Berliner Rundfunk)
- 1963: Bertolt Brecht: Das kleine Mahagonny  – Regie: Manfred Karge (Hörspiel – Rundfunk der DDR)
- 1966: Bertolt Brecht: Das Verhör des Lukullus (Lukullus) – Regie: Kurt Veth (Rundfunk der DDR)
- 1968: Ernst Ottwalt: Kalifornische Ballade – Regie: Fritz Göhler (Rundfunk der DDR)
- 1969: Bertolt Brecht: Der Ozeanflug – Regie: Kurt Veth/Tilo Medek (Rundfunk der DDR)
- 1970: Wilhelm Hauff: Die Geschichte vom Kalif Storch (Der Kalif) – Regie: Joachim Herz (Kinderhörspiel – Litera)
- 1970: Wilhelm Hauff: Die Geschichte vom kleinen Muck (Der Oberhofmarschall) – Regie: Joachim Herz (Kinderhörspiel – Litera)
- 1970: Wilhelm Hauff: Der Zwerg Nase / Das Märchen vom falschen Prinzen (Der Fürst / Prinz Omar) – Regie: Joachim Herz (Kinderhörspiel – Litera)
- 1971: Bertolt Brecht: Die Tage der Commune (Rigault) – Regie: Manfred Wekwerth/Joachim Tenschert (Hörspiel – Litera)
- 1973: Johann Wolfgang von Goethe: Geschichte des Götz von Berlichingen mit der eisernen Hand (Weislingen) – Regie: Werner Grunow (Hörspiel – Rundfunk der DDR)
- 1975: Lothar Kleine: Michael Gaismair oder Neun Sätze aus der Heiligen Schrift (Gaismair) – Regie: Werner Grunow (Hörspiel – Rundfunk der DDR)
- 1976: Wassili Schuschin: Energische Leute (Aristarch) – Regie: Wolfgang Schonendorf (Hörspiel – Rundfunk der DDR)
- 1980: Friedrich Schiller: Maria Stuart (Mortimer) – Regie: Werner Grunow (Hörspiel – Rundfunk der DDR)
- 1984: Heinar Kipphardt: Bruder Eichmann (Eichmann) – Regie: Barbara Plensat und Ulrich Griebel (Hörspiel – Rundfunk der DDR)
- 1989: Brüder Grimm: Sechse kommen durch die ganze Welt (König Knauser) – Regie/Bearbeitung: Peter Brasch (Kinderhörspiel – Litera)
- 1998: Volker Braun: Der Staub von Brandenburg – Regie: Joachim Staritz (Hörspiel – DLF/SFB)

## Werke
- 2001 Meine Schule des Theaters. Seminare, Vorlesungen, Demonstrationen, Diskussionen. Suhrkamp, ISBN 3-518-13413-2.
- 2002 Buckower Barometer. Gedichte. Frankfurt Insel, ISBN 3-458-17102-9.
- 2005 Auf mir ein Makel nun, wie sichs gehört. Auftauchende Bilder. herausgegeben von Janos Stekovics, ISBN 3-89923-076-0.
- 2006 Tiergeschichten. Gedichte für Kinder. mit Bildern von Volker Pfüller, ISBN 3-458-17305-6.